# 大阪市交通局70系電車
大阪市交通局70系電車（おおさかしこうつうきょく70けいでんしゃ）は、1990年（平成2年）3月20日に営業運転を開始した大阪市交通局の高速電気軌道（大阪市営地下鉄）長堀鶴見緑地線用の通勤形電車（リニアメトロ車両）。2018年（平成30年）4月の大阪市交通局民営化に伴い、大阪市高速電気軌道（Osaka Metro）に継承された。

## 概要
鶴見緑地線京橋駅 - 鶴見緑地駅間開業にあわせて導入された。
日本初の営業用鉄輪式リニアモーターカーとして、リニアモーター駆動方式が採用された。鉄輪式とは、車両自体は浮上せず車輪で支持するものである。採用の理由は経済的と輸送的なもので、直線状の板状モーター使用による車両の低床化により、トンネルの断面を小さくしてトンネル工事費が削減できることと、急勾配や急曲線でも無理なく走行できるため建設場所が限定されないこと、将来の輸送需要が中量程度であることなどが挙げられる。当時、日本ではリニアモーター駆動方式に関する実績が乏しかったため、1988年（昭和63年）3月に試作車を新造して南港の試験線（地下鉄協会）で走行試験を実施し、導入が決定した。
1991年（平成3年）8月に鉄道友の会ローレル賞を受賞した。
本系列は1993年（平成5年）から1996年（平成8年）にかけてワンマン化改造が行われた。
路線名が長堀鶴見緑地線に改称された1996年（平成8年）12月11日の心斎橋駅 - 京橋駅間開業時と、1997年（平成9年）8月29日の大正駅 - 心斎橋駅間、鶴見緑地駅 - 門真南駅間開業時にも増備され、2024年（令和6年）4月1日現在、4両編成×25本（計100両）が在籍する。

## 車体
車体はアルミ合金製で、フッ素樹脂（塗色はアイボリーホワイト）で塗装されている。構体はアルミニウムの大形押出形材、床板には中空形材を使用している。第三軌条方式の20系などよりも車体長が短いため、客用側扉は1車両あたり3か所である。この客用扉は、車体上部が絞られているのに合わせて上部の1/4ほどが内側に曲げられているため、扉のガラスも特殊加工で同じように上部が折り曲げられている。
客用扉の間には車外スピーカーが、車端部の窓上には大阪市交通局で初めてLED式の行先表示器が設置された。全編成とも落成時から排障器（スカート）を装備している。客室側窓は下降式である。運転台は当初よりワンマン運転を考慮し進行方向右側に、非常扉は運転台と逆の左側に設置された。これは新20系とは逆の配置である。運転台は右手操作のワンハンドルマスコン式、速度計や圧力計、運転台計器盤などはLEDを使用したデジタル方式で、シンプルなデザインとした。
ワンマン運転対応のため、ホームに設けた監視カメラで撮影された映像は、近赤外線光伝送方式で運転台に伝送される。伝送システムには日立製作所と八木アンテナ（現：HYSエンジニアリングサービス）が開発した「対列車光空間伝送システム」を採用した。

### 試作車・1次車

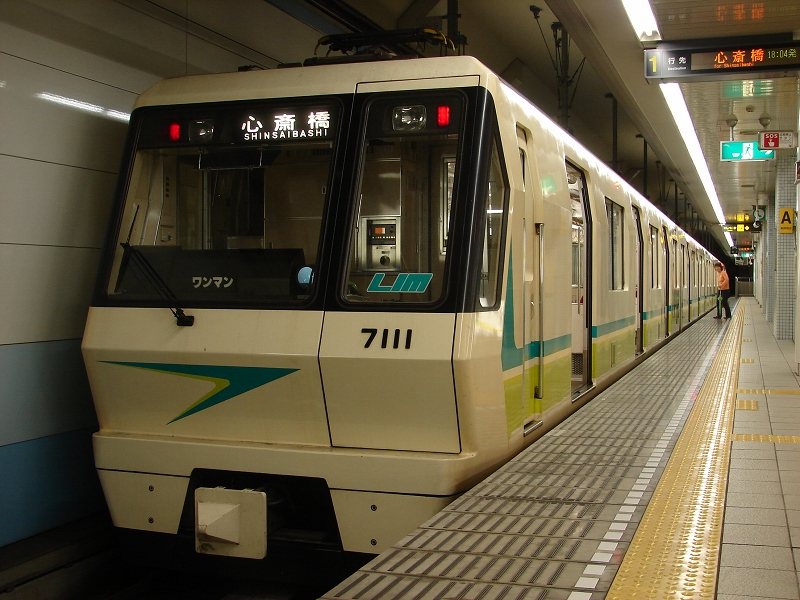
1次車（未更新車）

鶴見緑地線の開業に伴い用意されたグループ。第1 - 第13編成がこれにあたり、うち3編成（7111F - 7113F）は試作車として落成した車両を組み込む。
先頭部分の塗装は白をベースに、「7」（長堀鶴見緑地線の正式名称・大阪市高速電気軌道第7号線にちなむ）を変形させたマークが入っている。側面行先表示器は赤1色で表示される（後述の更新工事で3色LEDに交換された）。なお、1990年（平成2年）3月20日の開業から同年9月の花の万博終了までの期間は前面非常口部分の窓下に花の万博の公式シンボルマーク、側面ドア横に公式キャラクター「花ずきんちゃん」のステッカーが貼り付けられていた。
南港の試験線で使用された4両の試作車は後に整備され、リニアモーター駆動方式の2両は7061（試験時7051）・7161（同7151）号車に、ロータリーモーター駆動方式の2両は7262（同7391）・7113（同7691）号車になった。7111Fに7051→7061と7151→7161が、7112Fに7391→7262が、7113Fに7691→7113が組み込まれる。この元試作車の4両は、連結面（妻面）上部に型（段差）がある点が、量産車との相違である。
試作車は落成当初から南港の試験線での試運転終了までは、未塗装でラインカラーを貼り付けただけであったが、量産車に組み込む際に塗装された。また、試運転時には方向幕に第1期開業の駅である「京橋」「横堤」「鶴見緑地」「回送」「臨時」「試運転」のほか、「リニヤモーターカー」「ロータリーモーターカー」「EXPO '90」との表示も用意されていたが、これも営業運転開始までに幕を交換したため、現在はこの表示は入っていない。なお、方向幕は大阪市交通局の車両では初めて英字表記を追加した（未塗装時代より。「リニヤモーターカー」「ロータリーモーターカー」「EXPO '90」表示を除く）。
2016年（平成28年）までに全編成に後述するリニューアル工事が行われ、現在このグループから原形車は消滅している。

### 増備車

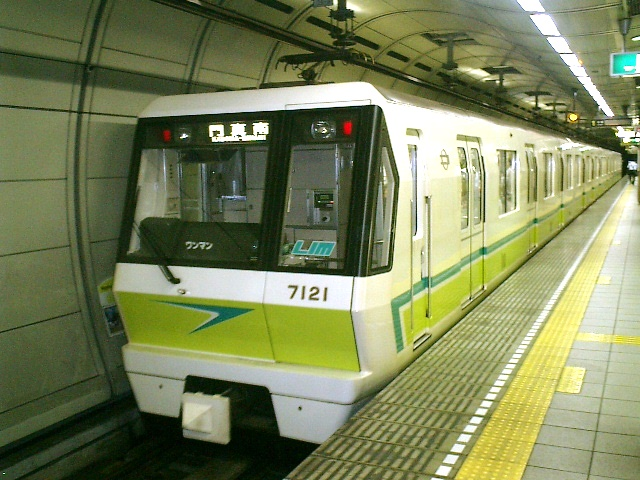
増備車（未更新車）
前面の腰部の色の違いと「7」のアクセントの大きさが1次車との相違

1996年（平成8年）の京橋駅 - 心斎橋駅間の延伸に際して第14 - 第23編成が、1997年（平成9年）の心斎橋駅 - 大正駅間と鶴見緑地駅 - 門真南駅間の延伸に際して第24 - 第25編成が追加で製造されている。
外観・塗装が1次車とは異なっており、先頭部分は長堀鶴見緑地線のラインカラーである黄緑をベースに「7」を変形させたマークが入っている。フロントガラスは1次車では角が丸みを持たせたものになっているが、このグループは角が角ばったものに変更されている。側面行先表示器は3色LEDを採用した。なお、このグループは、非常扉の窓ガラス下部にリニアモーターを表す「LIM」のロゴマークが入っている。第18編成からは、客用扉のガラスは単板ガラスから複層ガラスに変更されている。外観上も、客用扉の窓周りに太い縁取りがある点が、第17編成までと異なっている。

## 車内
車内空間を最大限確保するため、扉は床上から1,400mmの位置でガラスとも内側に折れ曲がっている。座席は6人掛けである。
全車両の貫通扉の上部にLED式の車内案内表示器が設置されている。この案内表示は新20系や66系のものとは違って上下二段式となっており、並行して一度に二つの情報を表示することが可能である。また、表示器のスペース全体を使用して、各駅の発車直前に「Linear motorcar 7000」が表示されるほか、一部の駅では到着前に沿線の名所をイメージしたイラストが表示される。かつては駅間でリニアモーターの構造の解説の表示も行われた。
開業時から運用されている第1 - 第13編成と後の路線延伸に伴って増備された第14 - 第25編成とで、内装にも相違がある。第1 - 第13編成の内装は、ベージュ系の化粧板に小さな白い花が配されている。貫通扉の部分は色が濃い。床敷物は茶色とクリーム色の2色である。製造当初は車椅子スペースがなかったが、ワンマン改造に際して設置された。これにより定員が変更され、先頭車は90名（座席32名）から89名（同28名）、中間車は100名（座席40名）が101名（同38名）となった。車椅子スペース横（第14編成以降では2人掛けの座席がある部分）に、座席はない。路線延伸に伴って増備された第14 - 第25編成は、やや明るい内装となったが、化粧板に花の模様は配されていない。床敷物は茶色一色である。また、製造時から車椅子スペースが設けられている。乗降扉は開閉の際、66系初期車と同じドアチャイムが鳴る。台車直上には台車点検蓋が設置されている。
- 車内の高さ - 2,115 mm（車端部の空調装置搭載部分は2,000 mm[5]）
- 客用ドアの寸法 - 1,830 mm（高さ）×1,300 mm（幅）

空調装置は厚さが240 mmと超薄形のもので、これを屋根に埋め込む形で各車2基搭載した。装置は集約分散式（大阪市交通局公式にはセミ集中式と呼称）・三菱電機製CU-741形・東芝製RPU-3061形で、冷凍能力は1基あたり14.53 kW（12,500 kcal/h）であり、1両では29.07 kW（25,000 kcal/h）である。運転モードは強冷・弱冷・除湿・送風から選択できる。

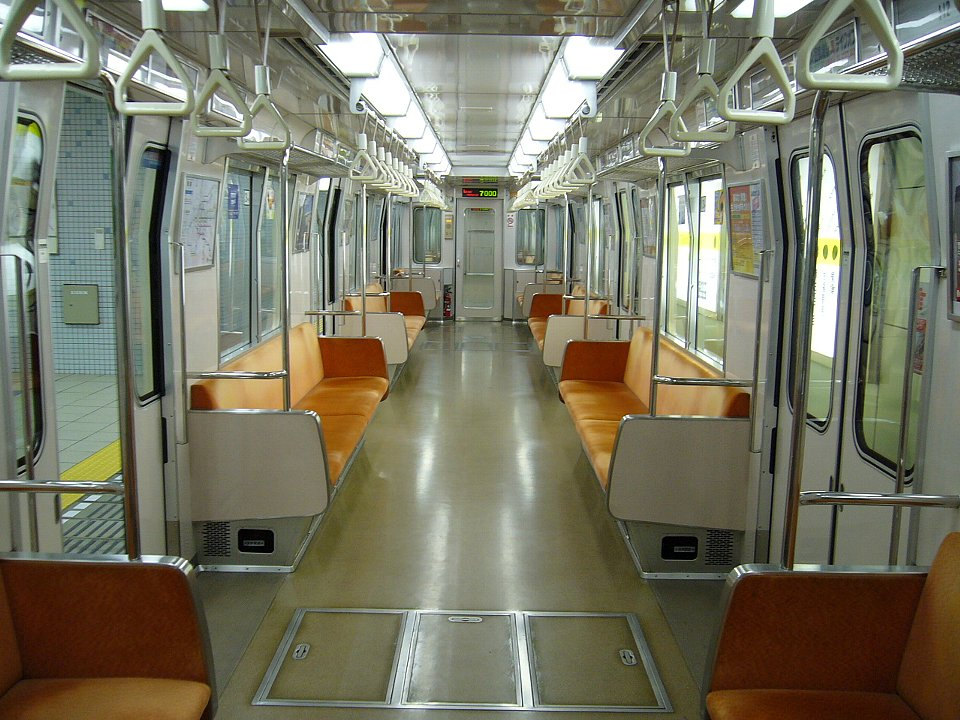
車内 （未更新車）
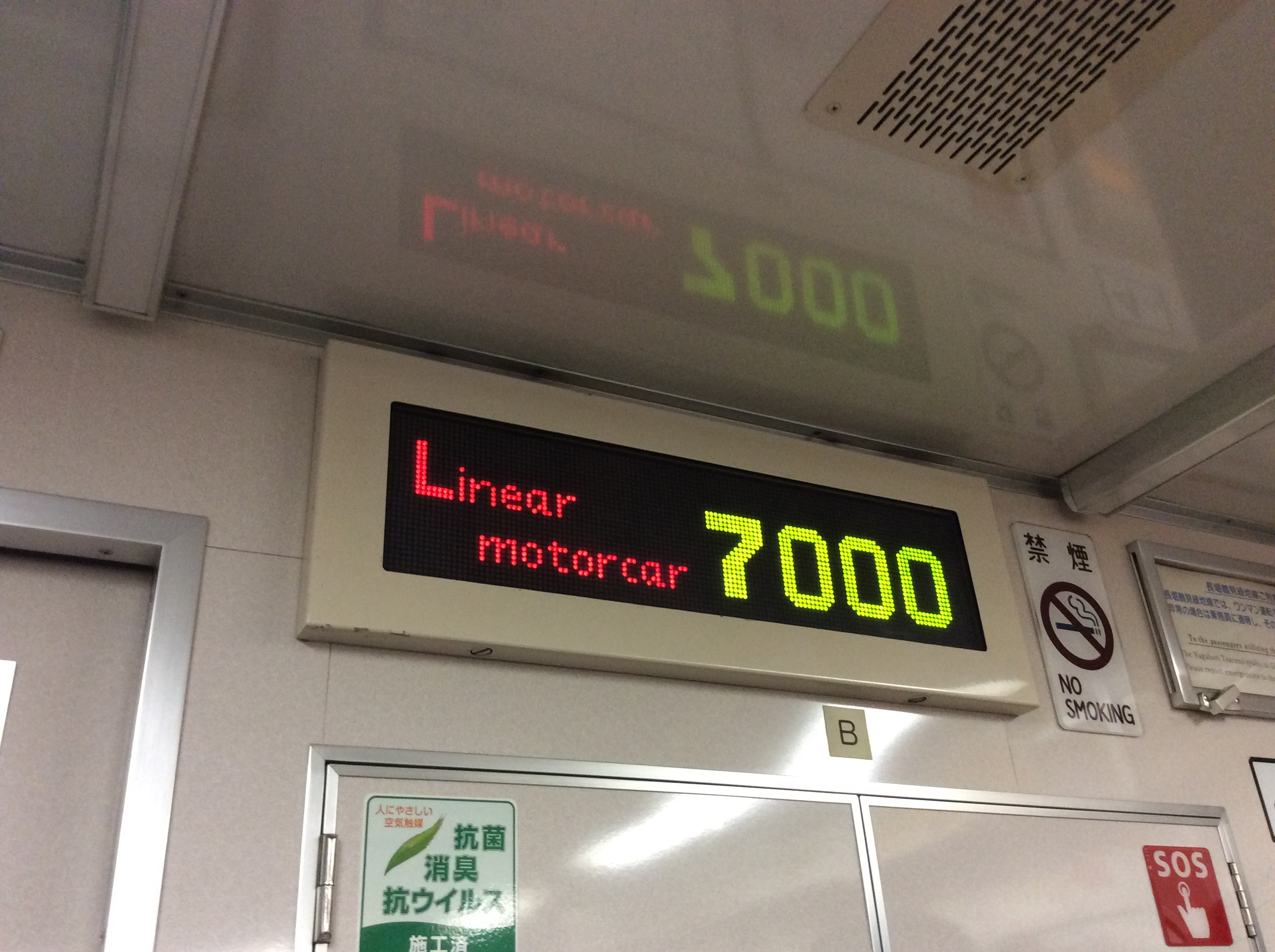
「Linear motorcar 7000」の表示

## 走行機器など
床面高さはレール面上850 mmと低く、このため床下機器の高さは500 mm以下に抑えられている。
主回路関連の電機品は東芝、三菱電機、日立製作所の3社で製造している。制御装置はGTOサイリスタ素子（4,500 V - 2,000 A）によるVVVFインバータ制御を搭載している。制御は自車と隣り合う1両を制御する1C4M制御方式。主電動機は車上1次片側式三相リニア誘導電動機（定格電圧 1,100 V、出力 100 kW、空隙・ギャップ 12 mm）、東芝製 TLM305形 、三菱電機製 MB-7005-A1形 、日立製作所製 HS-64924-02形 である。各台車に1台装架しており、全電動車方式である。2次側は地上設置のリアクションプレートとなる。
補助電源装置はGTOサイリスタ素子を使用した東洋電機製造製のブースター方式静止形インバータ（SIV・定格容量120 kVA・三相交流200 V、60 Hz出力）を使用している。モニタ装置として車上遠隔制御装置 TRON（トロン・Train Remote Operation Network system）を採用した（三菱電機製）。車両間の伝送路には光ファイバーを使用している。
台車は軸箱支持方式に積層ゴムを用いた自己操舵機構（セルフステアリング機構）を有するリニアモーター駆動方式空気ばね台車（ボルスタ付）を採用している。軸ばねは前後方向に柔支持としており、曲線走行時には車輪が自然に向きを変えることができ、曲線通過性能を向上させている。リニアモーターは台車枠から吊りリンクを設けて取り付ける「台車枠装架方式」を採用している
形式は LS-70形（住友金属工業 FS537形 ）、台車重量は3,900 kg（リニアモーターを除く）。車輪径は660㎜、軸距は1,900mm、基礎ブレーキには1軸1枚のディスクブレーキを採用している。
集電装置には日本の鉄道車両で初めてシングルアーム式のパンタグラフを採用した。折りたたみ高さは140 mmと非常に小型のものである。

## 更新工事（中間更新）

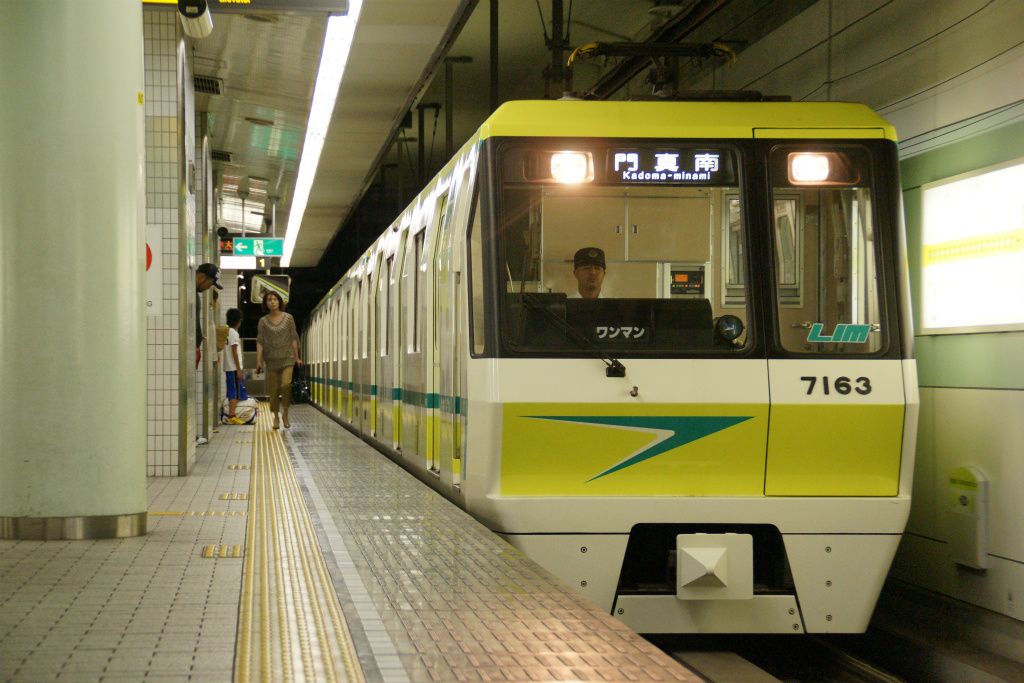
更新車（門真南駅）

竣工から約20年が経過したため、更新工事（中間更新）が実施されることになった。施工は大阪車輌工業。最初に施工された第13編成は2011年（平成23年）3月4日に営業運転を開始した。更新内容は以下のとおりである。
- 第14編成以降に準じた車体配色とし、加えて屋根付近や客用ドア部分にもラインカラーの黄緑を配したほか、30000系に準じた号車番号表示も追加。
- 側面行先表示器を赤色LEDから3色LEDに変更（1次車のみ）。
- 一部のつり革の高さを身長の低い乗客でもつかめるように変更。また、優先座席付近のつり革はオレンジ色に変更されている。
- 客用扉付近に黄色のラインを追加。
- 客室案内表示器を2段式から1段式へ変更し、路線案内表示器が追設された[注 4]。
- VVVFインバータの制御素子をGTOサイリスタからIGBTに変更。

また、2013年（平成25年）3月1日付けで更新工事が実施された7109F以降の改造に関しては、客室照明のLED化、天井部へ手すりの追加設置、床材の変更が行われている。

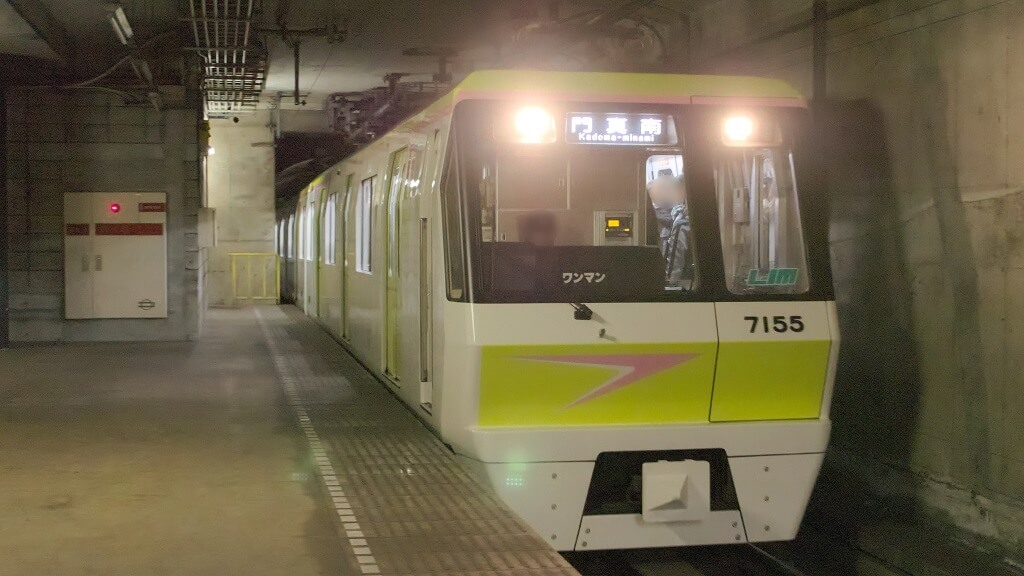
中間更新改造が施工された7105編成

2015年（平成27年）7月21日付けで更新工事が実施された7105F以降の改造に関しては、さらに車内、車体のデザインが変更された。長堀鶴見緑地線の沿線に花博記念公園鶴見緑地と大阪城公園があり、華やかなイメージがある長堀通の下を走るため、改造に際し「華やぐ」をコンセプトに行われた。車内では、大阪市の花である桜から、扉が桜の模様、床が桜色となり、桜色のつり革も取り入れられた。車体では、可動式ホーム柵で隠れる側面窓下に何もデザインされない代わりに、側面窓上に桜色の帯が配された
。
2016年（平成28年）度施工の7106Fからは一部の荷物棚を撤去し室内送風機を設置した。2016年（平成28年）12月施工の7101Fをもって、開業当初の1次車のリニューアルが終了、2017年（平成29年）以降は2次車・3次車のリニューアルへ移行した。これ以降の改造内容も1次車と同様である。
なお、新20系中間更新施工車に設置されているスタンションポール、ドア開閉予告ランプは本系列では設置されておらず、ドアチャイムの設置もなされていない。また、一部の編成では中間更新と同時に前照灯がLEDに更新されている。前照灯のLEDへの更新は中間更新とは別に施工された車両もあり、中間更新未施工で前照灯がLEDに更新された車両もある。

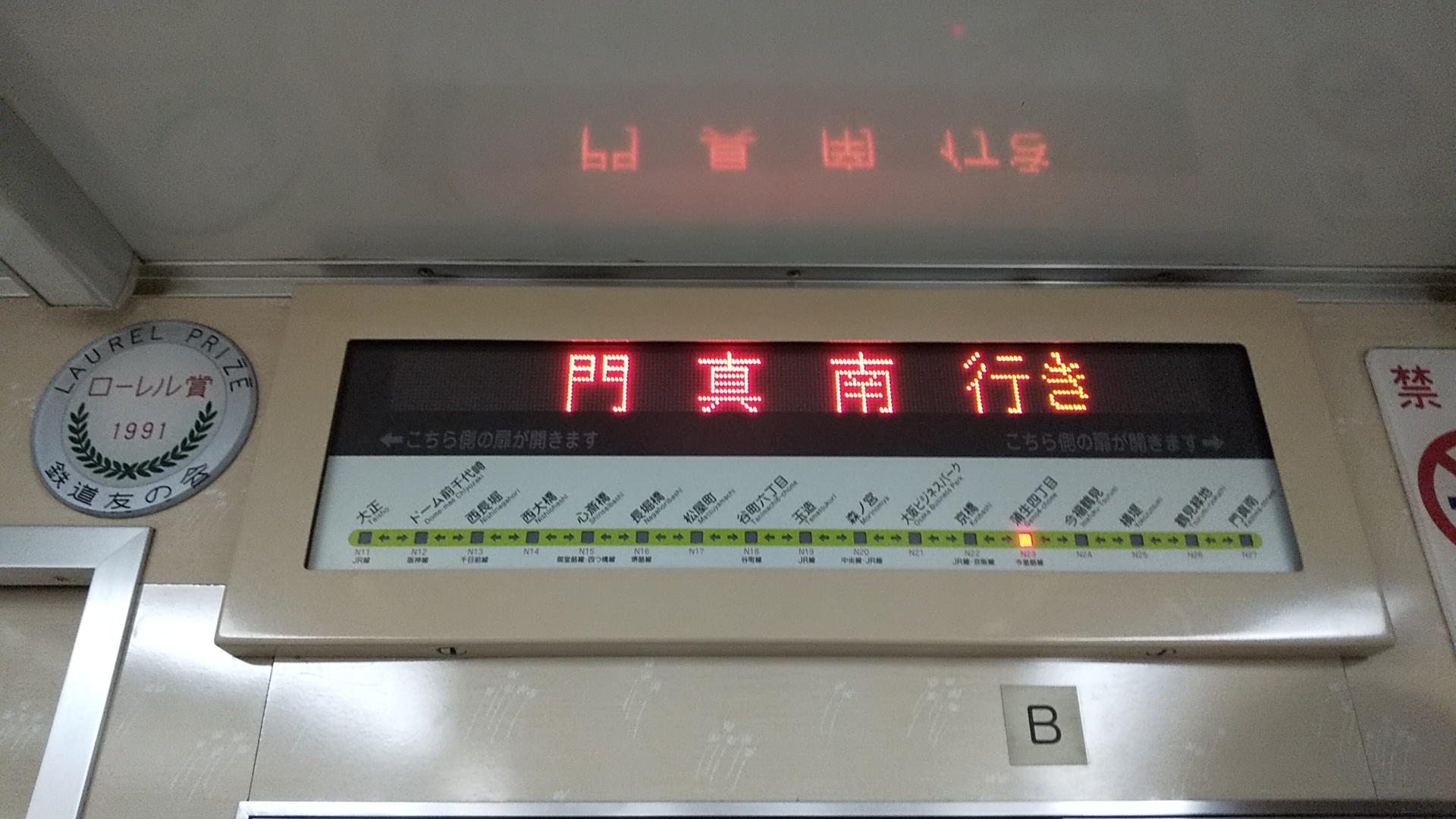
リニューアル車の車内案内表示器とローレル賞受賞プレート
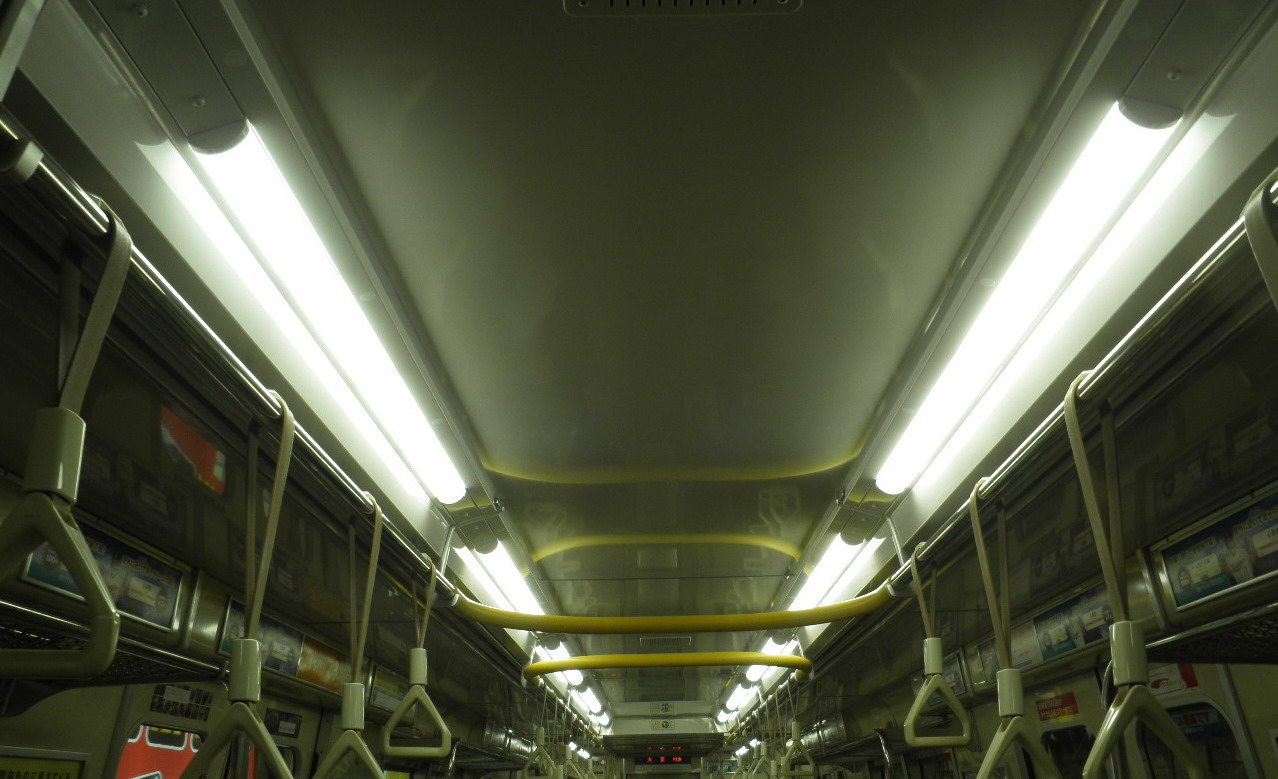
7109Fの車内LED照明
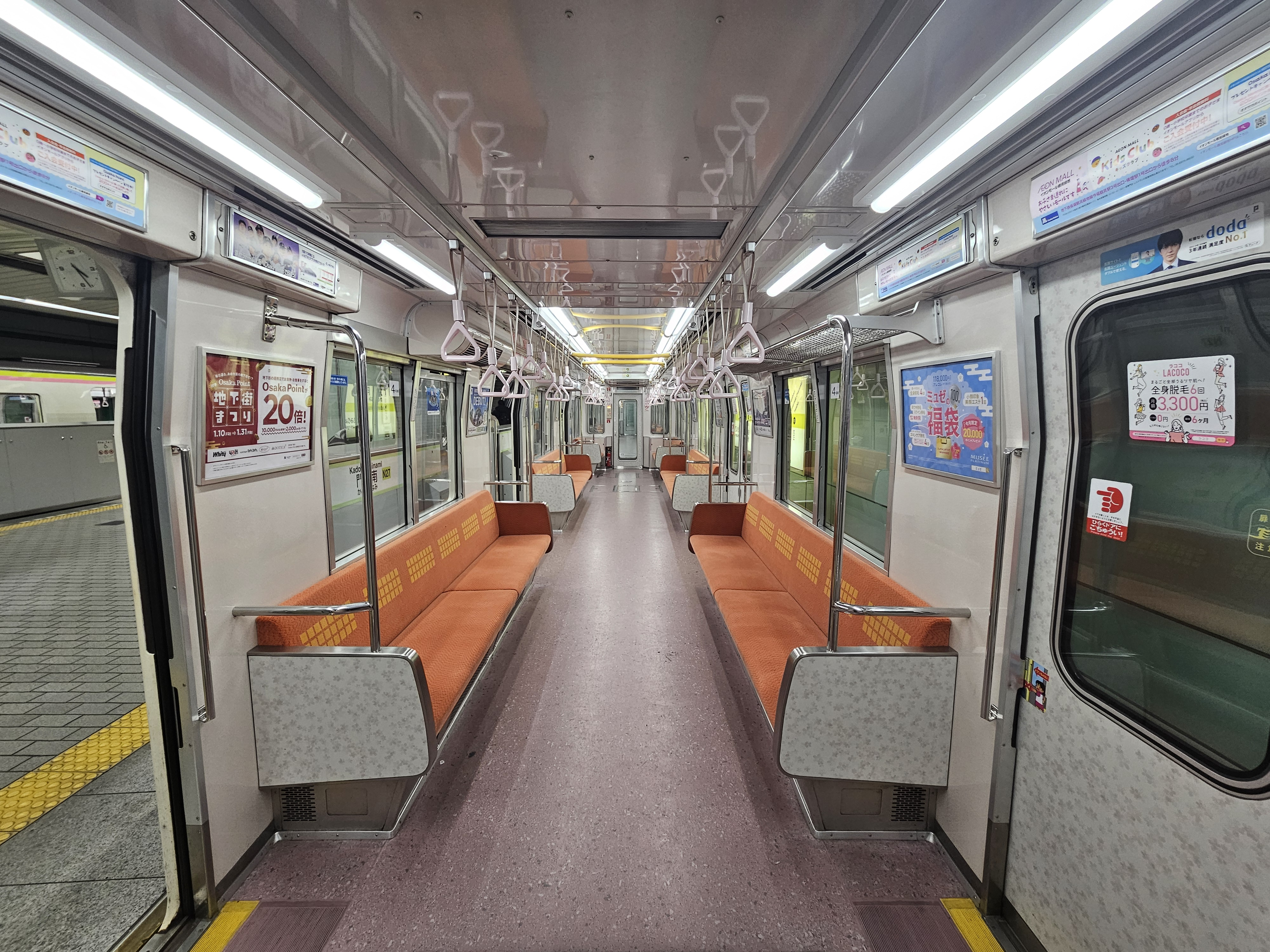
車内デザインが変更された車両の内装

## 編成表
2024年（令和6年）4月1日現在
| ← 大正門真南 →      | ← 大正門真南 →  | ← 大正門真南 → | ← 大正門真南 → | ← 大正門真南 →  | ← 大正門真南 → | ← 大正門真南 →   | ← 大正門真南 →        | ← 大正門真南 → | ← 大正門真南 → | ← 大正門真南 → | ← 大正門真南 →                                   |
| ------------------- | --------------- | -------------- | -------------- | --------------- | -------------- | ---------------- | --------------------- | -------------- | -------------- | -------------- | ------------------------------------------------ |
| 形式                | ＜ 7100 （M2c） | 7250 （M1e）   | 7050 （M1e）   | ＞ 7150 （M2c） | 竣工           | 製造             | 更新工事 （中間更新） | 車内照明 LED化 | 内外装 更新    | 送風機         | 備考                                             |
| 搭載機器            | SIV CP          | VVVF           | VVVF           | SIV CP          | 竣工           | 製造             | 更新工事 （中間更新） | 車内照明 LED化 | 内外装 更新    | 送風機         | 備考                                             |
| 車両番号 （旧車番） | 7691            | 7391           | 7051           | 7151            | 1988/03        | 日車 アルナ 近車 | －                    | －             | －             | －             | 先行試作車 編成解体の上、7111F - 7113Fに組み込み |
| 車両番号 （旧車番） | 7101            | 7251           | 7051           | 7151            | 1990/01        | 日車             | 2017/01/12            | ○              | ○              | ○              |                                                  |
| 車両番号 （旧車番） | 7102            | 7252           | 7052           | 7152            | 1990/01        | 日車             | 2014/06/06            | ○              |                |                |                                                  |
| 車両番号 （旧車番） | 7103            | 7253           | 7053           | 7153            | 1990/01        | 日車             | 2015/02/04            | ○              |                |                |                                                  |
| 車両番号 （旧車番） | 7104            | 7254           | 7054           | 7154            | 1990/01        | 日車             | 2014/01/10            | ○              |                |                |                                                  |
| 車両番号 （旧車番） | 7105            | 7255           | 7055           | 7155            | 1990/01        | 日車             | 2015/07/21            | ○              | ○              |                | 内外装更新第1号                                  |
| 車両番号 （旧車番） | 7106            | 7256           | 7056           | 7156            | 1990/01        | 日車             | 2016/08/10            | ○              | ○              | ○              |                                                  |
| 車両番号 （旧車番） | 7107            | 7257           | 7057           | 7157            | 1990/01        | 近車             | 2012/11/09            |                |                |                |                                                  |
| 車両番号 （旧車番） | 7108            | 7258           | 7058           | 7158            | 1990/01        | 近車             | 2016/01/15            | ○              | ○              |                |                                                  |
| 車両番号 （旧車番） | 7109            | 7259           | 7059           | 7159            | 1990/01        | 川重             | 2013/03/01            | ○              |                |                |                                                  |
| 車両番号 （旧車番） | 7110            | 7260           | 7060           | 7160            | 1990/01        | 川重             | 2013/07/29            | ○              |                |                |                                                  |
| 車両番号 （旧車番） | 7111            | 7261           | 7061 （7051）  | 7161 （7151）   | 1990/01        | 日車             | 2011/12/01            |                |                |                | 7061号・7161号は試作車                           |
| 車両番号 （旧車番） | 7112            | 7262 （7391）  | 7062           | 7162            | 1990/01        | アルナ           | 2012/03/26            |                |                |                | 7262号は試作車                                   |
| 車両番号 （旧車番） | 7113 （7691）   | 7263           | 7063           | 7163            | 1990/01        | 近車             | 2011/02/16            |                |                |                | 7113号は試作車 リニューアル第1号編成             |
| 車両番号 （旧車番） | 7114            | 7264           | 7064           | 7164            | 1994/09        | 近車             | 2017/08/10            | ○              | ○              | ○              |                                                  |
| 車両番号 （旧車番） | 7115            | 7265           | 7065           | 7165            | 1995/05        | 近車             | 2017/12/26            | ○              | ○              | ○              |                                                  |
| 車両番号 （旧車番） | 7116            | 7266           | 7066           | 7166            | 1995/06        | 近車             | 2018/06/28            | ○              | ○              | ○              |                                                  |
| 車両番号 （旧車番） | 7117            | 7267           | 7067           | 7167            | 1995/07        | 近車             | 2019/10/11            | ○              | ○              | ○              |                                                  |
| 車両番号 （旧車番） | 7118            | 7268           | 7068           | 7168            | 1996/04        | 近車             | 2020/02/04            | ○              | ○              | ○              |                                                  |
| 車両番号 （旧車番） | 7119            | 7269           | 7069           | 7169            | 1996/04        | 近車             | 2020/09/03            | ○              | ○              | ○              |                                                  |
| 車両番号 （旧車番） | 7120            | 7270           | 7070           | 7170            | 1996/04        | 近車             | 2021/02/24            | ○              | ○              | ○              |                                                  |
| 車両番号 （旧車番） | 7121            | 7271           | 7071           | 7171            | 1996/05        | アルナ           | 2021/09/16            | ○              | ○              | ○              |                                                  |
| 車両番号 （旧車番） | 7122            | 7272           | 7072           | 7172            | 1996/06        | アルナ           | 2022/02/01            | ○              | ○              | ○              |                                                  |
| 車両番号 （旧車番） | 7123            | 7273           | 7073           | 7173            | 1996/07        | アルナ           | 2022/06/07            | ○              | ○              | ○              |                                                  |
| 車両番号 （旧車番） | 7124            | 7274           | 7074           | 7174            | 1997/02        | 近車             | 2022/11/21            | ○              | ○              | ○              |                                                  |
| 車両番号 （旧車番） | 7125            | 7275           | 7075           | 7175            | 1997/02        | 近車             | 2023/04/10            | ○              | ○              | ○              |                                                  |

凡例
- 近車：近畿車輛
- 日車：日本車輛製造
- 川重：川崎重工業（現：川崎車両）
- アルナ：アルナ工機
- VVVF：制御装置
- SIV：補助電源
- CP：空気圧縮機
- ＜・＞：集電装置